# Hamza Jabnoun
Hamza Jabnoun, né le 30 juin 1986 à Zarzis, est un footballeur tunisien évoluant au poste de défenseur.

## Clubs
- 2008-juillet 2010 : Espérance sportive de Zarzis (Tunisie)
- juillet 2010-septembre 2012 : Étoile sportive du Sahel (Tunisie)
- septembre 2012-juillet 2013 : Club sportif sfaxien (Tunisie)
- juillet 2013-juillet 2014 : Jeunesse sportive kairouanaise (Tunisie)
- juillet-septembre 2014 : El Gawafel sportives de Gafsa (Tunisie)
- septembre 2014-juillet 2015 : Étoile sportive de Métlaoui (Tunisie)
- juillet 2015-janvier 2016 : Union sportive de Ben Guerdane (Tunisie)
- janvier-septembre 2016 : Avenir sportif de Kasserine (Tunisie)
- septembre 2016-juillet 2017 : Union sportive de Siliana (Tunisie)

## Palmarès
- Championnat de Tunisie : 2013